# Zdzisław Kleszczyński
Zdzisław Kleszczyński, herbu Gryf (ur. 14 lipca 1889 w Warszawie, zm. 6 kwietnia 1938 tamże) – polski pisarz, poeta, dziennikarz.

## Życiorys
W 1920 brał udział ochotniczo w wojnie polsko-bolszewickiej. Publikował poezje, nowele, powieści, komedie, a także reportaże i felietony. Od 1924 do 1938 był felietonistą „Kurjera Warszawskiego” pod pseudonimem „Sęk”. Równolegle od 1926 do 1931 pełnił funkcję redaktora naczelnego tygodnika „Radio”.
Hobbystycznie był taternikiem. W 1911 dokonał pierwszego wejścia od strony zachodniej na Zamarłą Turnię (wraz z nim Janusz Chmielowski i Mieczysław Świerz).
Zmarł 6 kwietnia 1938 w lecznicy św. Józefa w Warszawie. Został pochowany na cmentarzu Powązkowskim w Warszawie (kwatera 22-3-13/14).

## Publikacje
- Pogrzeb lalki (1913)
- Rewia: Satyry i pamflety (1916)
- Żywot Colombiny (1922, współautor: Stefan Norblin)
- Wojenne przygody Staśka Ślązaka (1924)
- Białe noce (1925)
- Warszawianka (1925)
- Zamach (1926)
- Miss Ket, morderca i inne nowele (1926)
- Romans na wsi (1927)
- Czerwony teatr (Literatura z lancą) (1927)
- W latarni (1928)
- Siostry Cleo (1928)
- Nerwy (1930)
- Tyran (1931)

## Przypisy

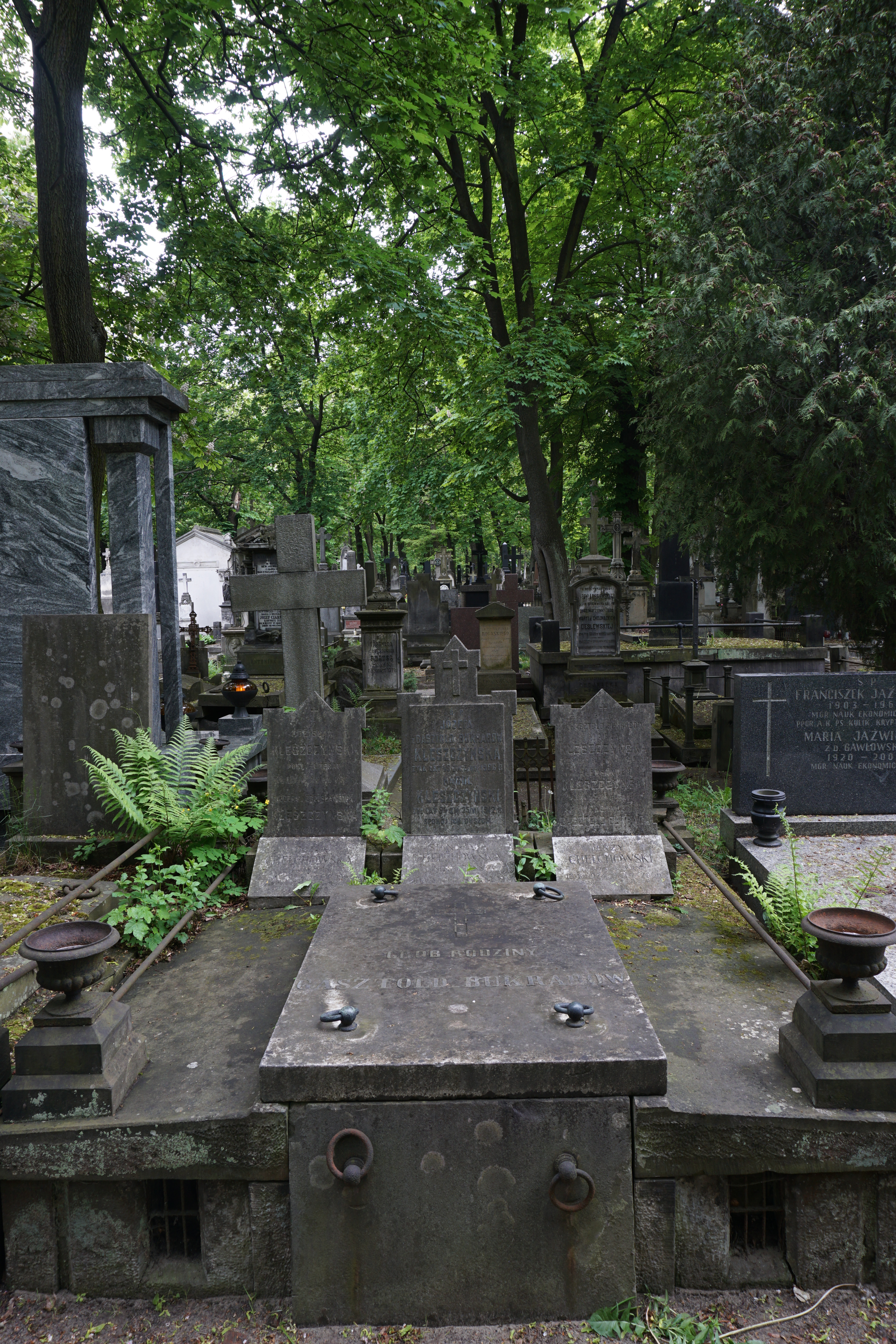
Grób Zdzisława Kleszczyńskiego na cmentarzu Powązkowskim